# Billycock Hill
Billycock Hill är en kulle i Antarktis. Den ligger i Västantarktis. Argentina, Chile och Storbritannien gör anspråk på området. Toppen på Billycock Hill är 1 630 meter över havet.
Terrängen runt Billycock Hill är bergig åt sydväst, men åt nordost är den kuperad. Trakten är obefolkad. Det finns inga samhällen i närheten. 